# Joaquín Gómez y Gómez Pizarro
Joaquín Gómez y Gómez Pizarro (Màlaga, 1854 - Madrid, 6 d'agost de 1922) fou un acadèmic i polític andalús, marquès de Barzanallana i diputat a Corts Espanyoles durant la restauració 
Membre de la Reial Acadèmia de Ciències Morals i Polítiques i membre del Partit Conservador, fou elegit diputat pel districte de Vinaròs a les eleccions generals espanyoles de 1884, pel districte del Burgo de Osma a les eleccions generals espanyoles de 1891 i pel de Lleida a les eleccions generals espanyoles de 1899. Es presentà novament per Lleida a les eleccions de 1903, però no fou escollit. Fou nomenat senador per la província de Màlaga el 1905-1907 i 1910-1911 i per la província de Granada el 1916-1917 i 1918-1919.